# Гарсия, Альваро (футболист, 2000)
Альваро Гарсия Сеговия (исп. Álvaro García Segovia; родился 1 июня 2000 года, Альбасете, Испания) — испанский футболист, защитник клуба «Эспаньол».

## Клубная карьера
Альваро Гарсия является воспитанником «Альбасете». В 2019 году перешёл в «Атлетико Мадрид B». За клуб дебютировал в матче против «Лангрео». Свой первый гол Гарсия забил в ворота «Сан-Себастьян-де-лос-Рейес». Всего за «Атлетико Мадрид B» Альваро Гарсия сыграл 43 матча, где забил 3 мяча.
28 августа 2021 года перешёл в «Эспаньол B». За клуб дебютировал в матче против «Нумансии». Свой первый гол забил в ворота «Прата».
1 июля 2022 года перешёл в аренду в «Ивису». За клуб дебютировал в матче против футбольного клуба «Алавес». Всего за клуб сыграл 6 матчей.
31 января 2023 года перешёл в аренду в «Фуэнлабраду». Дебютировал в клубе в матче против «Сеуты». Свой первый гол забил в ворота «Кордовы».

## Карьера в сборной
В сборной Испании до 17 лет Альваро Гарсия выиграл чемпионат Европы и стал финалистом чемпионата мира. В сборной Испании до 18 и 19 лет сыграл в 13 матчах, где получил две жёлтых карточки.

## Достижения
«Атлетико Мадрид»
- Чемпион Испании: 2020/21

Испания
- Победитель юношеского чемпионата Европы: 2017
- Финалист юношеского чемпионата мира: 2017